# Adam Williamson (Künstler)

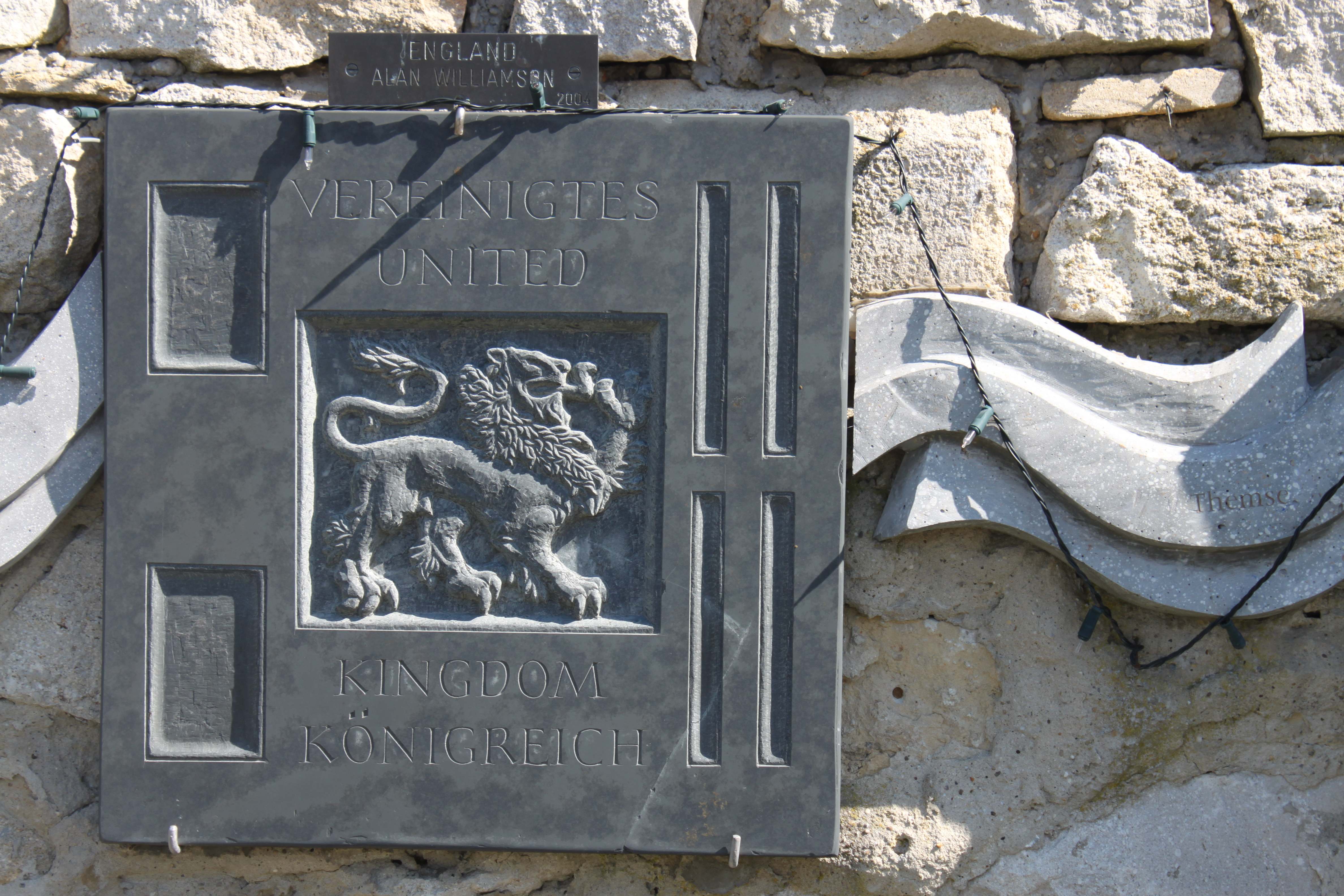
7. Europa-Symposium Kaisersteinbruch, United Kingdom 2004

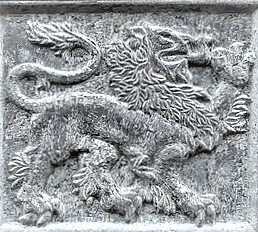
Britischer Löwe, den Burlington-Schiefer mit vielfältigen Arabesken handgeschnitzt

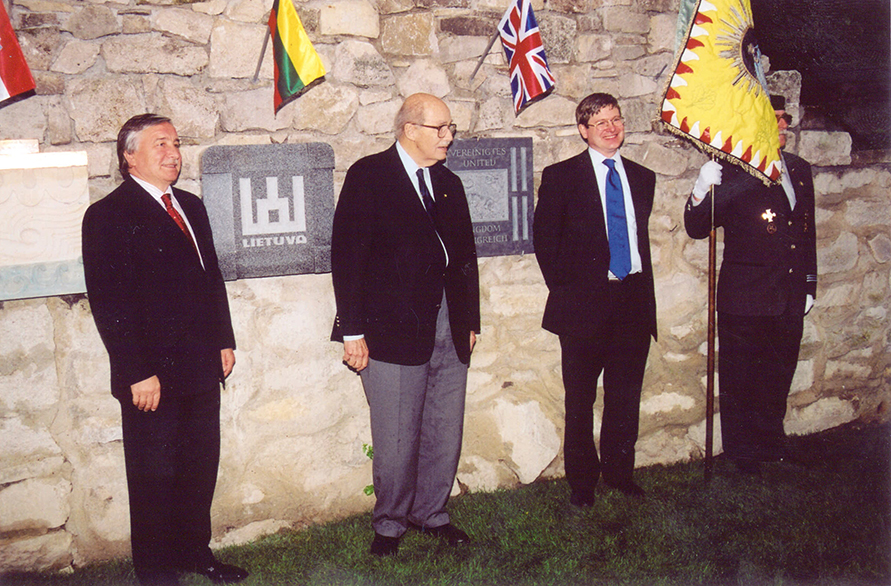
Präsident der internationalen Paneuropa-Union Otto von Habsburg, die Botschafter Litauens und dem Vereinigten Königreich vor der Europa-Wand Kaisersteinbruch

Adam Williamson (* 1982 in London) ist ein britischer Künstler, traditioneller Handwerker, Stein- und Holzbildhauer, Kalligraf und Maler.

## Leben
Adam Williamson wuchs in einer Familie von Handwerkern und Künstlern auf. Er ist erfahrener Stein- und Holzbildhauer und übt seine Kunst auf verschiedenartigste Weise aus. Er arbeitet mit Künstlern zusammen und unterrichtet, unter anderem an der „School of traditional Arts“, wo er auch seinen Master abschloss.

## Ausgewählte Aufträge
Architektur- und Bildhauerarbeiten wurden vom österreichischen Außenministerium, dem Prince of Wales, Kew Gardens, der Oxford University, der pakistanischen Botschaft in London, dem Shakespeare’s Globe, Westminster Abbey und der Zoological Society of London in Auftrag gegeben.
 Geschnitzte Denkmäler und Gedenktafeln 
Im traditionellen Handwerk Stein- und Holztafeln bearbeiten. Gezeigt werden eine Schriftplatte für Andrew Parker Bowles 2003, die vom Prince of Wales eröffnet wird, sowie der Grabstein für Martin Lings 2005.
 2004 Wappen für Herzog von Rothesay Crest 
Prinz Charles beauftragte den Bildhauer Adam Williamson das Wappen des Herzogs von Rothesay für seine Residenz in Birkhall, Schottland.
 2004 Europa-Symposium Kaisersteinbruch, Österreich 
In dieser ehemaligen Steinmetzsiedlung Kaisersteinbruch befand sich im Zweiten Weltkrieg das Kriegsgefangenenlager Stalag XVII A. Dort waren auch britische Soldaten stationiert. Sechs von ihnen sind auf dem Lagerfriedhof begraben.
Durch Vermittlung des British Council und des britischen Botschafters in Wien John Malcolm Macgregor, konnte der Bildhauer Adam Williamson zur Mitarbeit eingeladen werden. Beim Fest war Ehrengast und Festredner der Präsident der internationalen Paneuropa-Union Otto von Habsburg.
 2006 Denkmal für „Queen Elizabeth The Queen Mother“ 
Prinz Charles beauftragte Adam, die persönliche Hommage an Queen Mother, die Großmutter, zu schnitzen. Am Samstag, dem 5. August 2006, wurde die Kreation enthüllt. Das Denkmal besteht aus einem einzigen Stück Burlington-Schiefer und umfasst eine kunstvoll gewebte Bordüre aus Knoten und eine Inschrift des Herzogs sowie ein Abbild der Königinmutter. Der Künstler präsentiert auf dem Bild sein Werk.
 2006 Rosetten für die Ethelburger Tore 
Adam Williamson erhielt 2006 den Auftrag, 28 Rosetten in Kalkstein zu formen, um ein Bogentor zu schmücken. Das Tor wurde vom Prinz of Wales, und Vertretern aller Glaubensrichtungen eröffnet.
 2007 Gedenktafel für das Shakespeare Globe Theatre 
Aus englischer Eiche schnitzte Adam diese Gedenktafel für das Shakespeare Globe Theatre. Der US-amerikanische Schauspieler und Regisseur Sam Wanamaker war der Initiator für den Wiederaufbau des Globe Theatre in London. Seine Tochter Zoë Wanamaker enthüllte diese kunstvoll gearbeitete Chronik.
 2009 Königl. Parkanlage Kew in London – „Zeitleiste“
Im Jahr 2009 feierten die Royal Botanic Gardens Kew das 250-jährige Bestehen. Adam gestaltete eine 20 m lange Zeitleiste. Das Stück wurde als Vermächtnis der Veranstaltung in Stein gemeißelt und wurde von HM The Queen eröffnet.
 2010 Restaurierung Westminster Abbey 
2010 restaurierte Adam Williamson die Bögen über den Kreuzgängen der Westminster Abbey
 2014/15 Orientalische Grabsteine 
Grabsteine mit arabischer Kalligrafie in verschiedenen Schriften.

## Lehrender
Adam Williamson ist Fachmann für biomorphe Kunst (Arabeske/Islimi), er ist Vortragender an der Birkbeck, University of London, er hat Vorlesungen an der Cambridge University gehalten und an Schulen und Museen in ganz London unterrichtet, einschließlich der British Library, V&A und British Museum.
- 2022 Heilige Geometrie, die platonischen Körper und die Goldene Spirale.[12]
- 2023 Prinzenstiftung: Ornamentale Holzschnitzerei im Studio des Künstlers.[13]